# موزه مقاومت نروژ

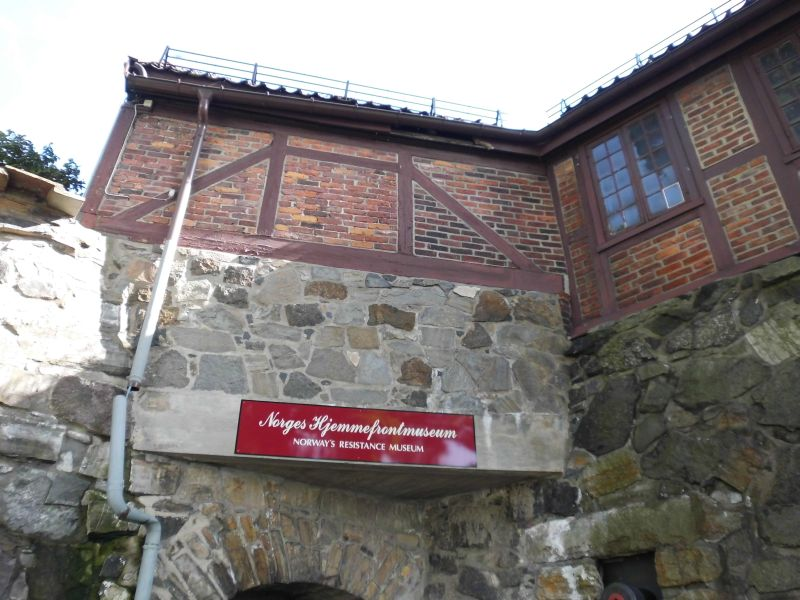
نمای جلوی موزه

موزه مقاومت نروژ (نروژی: Norges Hjemmefrontmuseum) واقع در قلعه قرون وسطی آکرشوس در شهر اسلو می‌باشد. محتوای این موزه متمرکز بر جنبش مقاومت نروژ در جریان اشغال این کشور توسط فاشیسم هیتلری در سال ۱۹۴۰ _ ۱۹۴۵ است. در این موزه تجهیزات، عکس‌ها و مدارک از جنگ جهانی دوم به نمایش گذاشته شده‌است.

## تاسیس
این موزه در سال ۱۹۶۶ پایه‌ریزی و تأسیس شد و در سال ۱۹۷۰ توسط شاهزاده هارالد پنجم نروژ، در بیست و پنجمین سالگرد آزادی نروژ به روی عموم مردم باز شد.

## طراحی
طراحی معماری این موزه به معمار نروژی اتو ترگرسون (۱۹۱۰–۲۰۰۰) سپرده شده بود که در همکاری با پرسنل کلیدی از شاخه‌های نیروهای زیرزمینی مقاومت توانستند سیر وقایع گالری این موزه را از سال ۱۹۳۰ تا روز آزادی یعنی سال ۱۹۴۵ به تصویر بکشند.
اولین مدیر موزه کناوت هاوگلند بود و تا سال ۱۹۸۳ در این سمت باقی ماند.